# Tříštivá střela

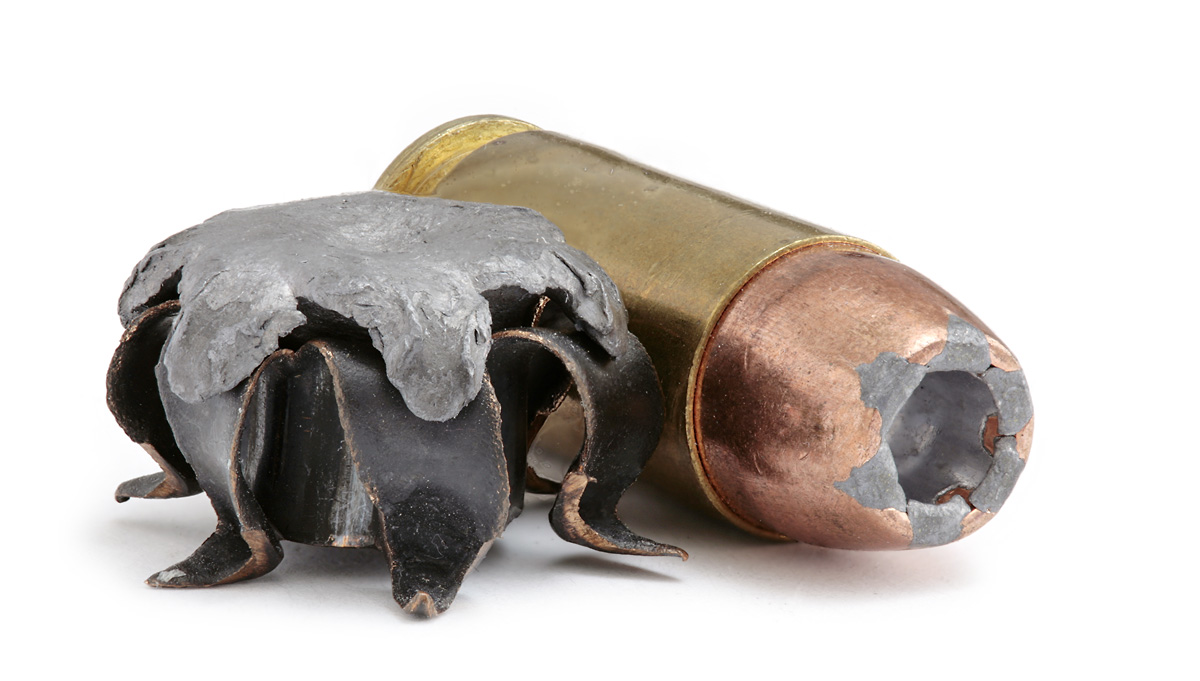
.40 S&W, celý náboj a roztříštěný projektil

Tříštivá střela je projektil továrně či dodatečně upravený tak, aby se při průchodu cílem snadno a hodně deformoval. Střely dostaly pojmenování dum-dum nebo dumdum (podle místa výroby, státní muniční továrny ve městě Dum-dum nedaleko Kalkaty). Tyto projektily mají buď zeslabený plášť na hrotu, jsou bez pláště, anebo je střela navrtána. Taková střela se snadno deformuje a způsobuje masivní devastaci tkání, což umocňuje krvácení. Cílem takové úpravy je rychlá likvidace protivníka. 
Používání tříštivých střel v ozbrojených konfliktech bylo zakázáno Hágskou úmluvou roku 1899.
Co se vojáků týče, byl-li s takovouto municí chycen nepřítel, nebyl brán do zajetí a byl na místě zabit.
Tříštivé střely se běžně používají lovci. Je to dáno snahou o co nejrychlejší usmrcení zvěře, což je považováno za humánní, utrpení je zde nežádoucí.
Tyto střely mohou používat policejní složky, snahou je maximalizovat zastavovací efekt střely, tak aby nebezpečná osoba okamžitě přerušila útok. Dále zabránit průchodu střely cílem a tím zamezit zranění nezúčastněné osoby stojící za cílem. Další nebezpečí představuje odražení střely, čímž může dojít ke zranění zasahujících složek nebo nezúčastněných osob.

## Názvy střel
Mezi typy tříštivých střel patří:
- FP – (Flat Point) to samé  co FK (Flach Kopf) plochá špička střely
- HPL – (Hollow Point Lead) olověná střela s dutou špičkou
- HSP – (Hollow Soft Point) střela s dutou měkkou špičkou
- JHP – (Jacketed Hollow Point) nebo JHC –  (Jacketed Hollow Cavity) to samé co  HhSP (Hohlspitz) plášťová střela s expanzní dutinou ve špičce
- SJHP –  (Semi Jacketed Hollow Point) Poloplášťová střela s expanzivní dutinou
- JSP – (Jacketed Soft Point) plášťová střela s měkkou špičkou
- MCHP – (monolithic copper hollow point) plášťová střela s dutinou ve špičce
- HPC – Hollow Point Capped dutý hrot s kuklou
- SP – střela poloplášťová

Je potřeba rozlišit střely (projektil) s tzv. řízenou deformací, viz obrázek (střela se zvýšenou ranivou účinností)